# 奧克蘭 (伊利諾伊州)
奧克蘭（英語：Oakland）是一個位於美國伊利諾伊州科爾斯縣的城市。

## 地理
奧克蘭的座標為39°39′24″N 88°01′31″W / 39.65667°N 88.02528°W，而該地的平均海拔高度為201米（即659英尺）。

## 人口
根據2010年美國人口普查的數據，奧克蘭的面積為2.25平方千米，當中陸地面積為2.14平方千米，而水域面積為0.01平方千米。當地共有人口880人，而人口密度為每平方千米391.11人。